# Зудвальде
Зудвальде (нім. Sudwalde) — громада в Німеччині, розташована в землі Нижня Саксонія. Входить до складу району Діпгольц. Складова частина об'єднання громад Шваферден.
Площа — 27,15 км2. Населення становить 981 ос. (станом на 31 грудня 2021).